# 石門区
石門区（シーメン/せきもん-く）は台湾新北市の市轄区。

## 地理
石門区は新北市北端に位置し、東は金山区と、西は三芝区と、南は台北市士林区竹子湖とそれぞれ接し、北側は海に面している。

### 行政区画
| 里                                                                     |
| ---------------------------------------------------------------------- |
| 山渓里、石門里、老梅里、尖鹿里、茂林里、草里里、乾華里、富基里、徳茂里 |

## 歴史
石門の名称は清初の1694年に鄭開極により著された『福建通志』巻5 山川誌の「石門山、旗干石西、一石中空如円門、故名」の記述が初見である。道同に石門迅荘と改称され滬尾水師営に帰属した。1871年には『淡水庁誌』の中で「海岸石門」が「淡水外八景」に数えられている。
日本統治時代の1920年、台湾に「街庄制」が施行され、石門地区は「石門庄」と命名された。1934年、海蝕作用で形成された石門洞が天然記念物に指定されている。
戦後に「石門郷」と改編された。2010年12月25日には台北県が新北市に改編されたことに伴い石門区と改編され現在に至っている。

## 政治

### 行政

#### 区長
歴代区長

## 対外関係

### 姉妹都市･提携都市

#### 国外
姉妹都市
- 美浜町（日本国 中部地方 福井県）
1988年8月 - 台湾最初の原子力発電所を有す石門郷は、同じく日本最初の商業用原子力発電所を有する美浜町と姉妹都市関係を締結。

## 交通
| 種別 | 路線名称 | その他 |
| ---- | -------- | ------ |
| 省道 | 台2線    |        |

## 教育
| 区分 | 数 | 名称                                                           |
| ---- | -- | -------------------------------------------------------------- |
| 大学 | -  | -                                                              |
| 高中 | -  | -                                                              |
| 高職 | -  | -                                                              |
| 国中 | 1  | 新北市立石門国民中学                                           |
| 国小 | 3  | 新北市立石門国民小学 新北市立老梅国民小学 新北市立乾華国民小学 |

## 観光

### 観光スポット
- 石門洞風景区
  - 石門洞（中国語版）
- 富貴角
  - 富基漁港（中国語版）観光漁市
  - 富貴角公園
- 白沙湾海水浴場（中国語版）
- 麟山鼻歩道
- 青山瀑布
- 阿里磅瀑布
- 尖山湖紀念碑
- 聖明宮千年雀榕
- 乾華十八王公廟（中国語版）
- 石門金剛宮（中国語版）（四面佛）文物館
- 北海ゴルフ球場

## ギャラリー
- 富貴角灯台
- 富基漁港（中国語版）
- 白沙湾海水浴場（中国語版）から望む麟山鼻の風稜石
- 白沙湾海水浴場
- 尖山湖海軍将士戦死之地記念碑
- 石門洞